# Триглы-ласточки
Триглы-ласточки (лат. Chelidonichthys) — род придонных лучепёрых рыб из семейства тригловых (Triglidae). Распространён в Тихом, Индийском и Атлантическом океанах. Длина их тела составляет от 15 до 75 сантиметров.

## Виды
Род включает 9 видов:
- Chelidonichthys capensis (Cuvier, 1829) — Капская тригла-ласточка[1]
- Chelidonichthys cuculus (Linnaeus, 1758) — Красная тригла
- Chelidonichthys gabonensis (Poll & Roux, 1955) — Габонская тригла-ласточка[1]
- Chelidonichthys ischyrus Jordan & Thompson, 1914
- Chelidonichthys kumu (Cuvier, 1829) — Куму, или морской петух-куму[1]
- Chelidonichthys lucerna (Linnaeus, 1758) — Жёлтая тригла[3]
- Chelidonichthys obscurus (Walbaum, 1792)
- Chelidonichthys queketti (Regan, 1904) — Малая тригла-ласточка[1]
- Chelidonichthys spinosus (McClelland, 1844)